# Florence Birchenough
Florence Ethel Birchenough (gift Millichap), född 13 januari
1894 i England, död 3 juli 1973, var en brittisk friidrottare med kastgrenar som huvudgren. Birchenough var flerfaldig brittisk mästare och blev silvermedaljör vid Damolympiaden 1922 och var en pionjär inom damidrott.

## Biografi
Florence Birchenough föddes 1894 Acton Green i västra London, hon studerade senare vid Woolwich Polytechnic i London. Under skoltiden var hon aktiv friidrottare främst i diskuskastning, kulstötning och spjutkastning, senare tävlade hon även i femkamp, höjdhopp och längdhopp utan ansats. Hon gick med i idrottsföreningen "Polytechnic Ladies Athletic Club".
1921 deltog Birchenough i första damolympiaden i Monte Carlo dock utan att nå medaljplats, senare samma år deltog hon i en landskamp mellan England och Frankrike i oktober i Paris då hon vann guldmedalj i spjutkastning.
1922 deltog Birchenough i de andra Damspelen 1922 i Monte Carlo där hon tog silvermedalj i spjutkastning., hon tävlade även i höjdhopp. Birchenough deltog sedan även i den första ordinarie damolympiaden den 20 augusti 1922 i Paris. Under idrottsspelen slutade hon på en 6.e plats i kulstötning
Vid den tiden var kvinnor inte tillåtna som medlemmar i engelska friidrottsförbundet "Amateur Athletic Association of England". Birchenough engagerade sig även i damidrottens rättigheter och var en av grundarna av "Women’s Amateur Athletic Association" i oktober 1922. Detta var det första damfriidrottsförbundet i Storbritannien.
1923 tävlade hon åter vid Monte Carlospelen där hon slutade på en 7.e plats i Femkamp. 1923 deltog hon även i sina första Brittiska mästerskap – BAC där hon tog guldmedalj i kulstötning, hon upprepade bedriften 1924 då hon åter tog mästartiteln i samma gren och även i diskuskastning. 1924 deltog hon även vid Damolympiaden 1924 i London där hon tog bronsmedalj i diskus. 1925 blev hon åter brittisk mästare i diskuskastning.
1926 deltog Birchenough vid den andra damolympiaden 27–29 augusti i Göteborg där hon var lagkapten för det engelska laget, under idrottsspelen slutade hon på en 4.e plats i längdhopp utan ansats och en 5.e plats i diskuskastning. Senare samma år tog hon åter mästartiteln i både kulstötning och diskuskastning.
1927 försvarade hon sina mästartitlar igen och även 1928 blev hon brittisk mästare i diskuskastning.
1932 gifte hon sig med Jack Millichap och drog sig tillbaka från tävlingslivet. Hon arbetade därefter som lärare men var fortsatt aktiv inom friidrotten både som tränare och funktionär. Birchenough dog 1973 i London.
2012 upptogs Birchenough i Oxford Dictionary of National Biography.